# リゾートBOIN
『リゾートBOIN』（リゾートボイン）は、2007年3月16日にCrossnet-Pieから発売された18禁恋愛アドベンチャーゲーム。および、それを原作として同年12月25日にMilkyから発売されたアダルトアニメ。
2011年4月8日には、本作と前作『boin』に前者のスピンオフ同人ゲーム『おさわりBOIN』シリーズもDVD-ROM1枚に纏めた廉価版『Boin super pack』がアンダーリップから発売された。
2013年3月30日には、アダルトゲーム雑誌『メガストア』2013年5月号の付録DVD-ROMへ収録された。

## 概要
前作の結末のみを除き、設定や世界観を引き継いだ続編。そのため、シナリオは前作を知らないプレイヤーにも問題無く付いていけるものとなっている。ただし、前作に登場した衣更透子、幕張夏子、理事長（麗華）は、本作には登場しない。
ゲームシステムはオーソドックスなコマンド選択式。舞台となる周囲約80kmの孤島「奄那土島」（あまなつとう）の全体マップから行き先を選択し、そこへ現れた人々との会話でコマンドを選択することにより、シナリオが進行していく。
セックスシーンはヒロイン各自によるノーマルなものに加え、ヒロイン複数人によるグループセックスなどアブノーマルなものが前作から続いて盛り込まれているが、ハーレムエンドは盛り込まれていない。
アダルトアニメ化だけでなくスピンオフ化やグッズ化など、前作以上に多方面への展開を見せている。

## あらすじ
前作から2年後の夏休み。一条大介は、私立衣更学園での喧騒から逃れてまだ見ぬ巨乳美女たちと戯れるべく、リゾート地の奄那土島を祖母かつ理事長の麗華から貰った航空券で訪れるが、突如現れたサルに全所持金を奪われ、一文無しとなってしまう。そこで大介は泣く泣く、海の家「トリトン」での住み込みアルバイトに勤しむこととなる。
こうして、当初の予定とは少々変わってしまったものの、大介は島の各所で美女たちと戯れていくのであった。

## 主な登場人物
八宝備仁の絵柄の変化にともない、なおやみつぐの姿は時系列に反して前作よりやや幼くなっている。
一条 大介（）
声：門戸開（アダルトアニメ版のみ）
主人公で私立衣更学園の国語教師。前作から引き続き登場。前作以上に性的に流されやすく優柔不断な性格かつ巨乳好きなスケベであり、ヒロイン複数人とのグループセックスすら延々とこなせる絶倫な精力に加え、それを重ねた状況でも大量に射精できる巨根の持ち主。
アダルトアニメ版では上記の要素が強調されており、各話ともヒロインたちに求められるまま流され、数多くの激しいセックスを繰り広げる。特に、第1話においては夜間の露天風呂でなおやみつぐとの連続3Pに励んだ末、彼女たちの全身を精液まみれにしてしまうほど。また、第3話においては中盤でミカや叶との連続3Pに、終盤でなお・麻耶・桃菜との連続4Pにそれぞれ励むが、エピローグでも描かれる後者の激しさは昼間からホテルの自室で貪欲な彼女たちに求められるまま没頭し、ベッドの傍らのゴミ箱を使用済みティッシュペーパーの玉で埋め尽くしてしまうほどである。
飯井原 なお（）
声：金田まひる
身長：165cm / スリーサイズ：B108（Jカップ）・W65・H93 / 体重：58kg / 血液型：O型
大介の従妹で教え子。前作から引き続き登場。現在は大学生。活発かつ奔放な性格で、大介には親友のみつぐと同様に熱烈な恋心と性欲を抱いており、隙あらば爆乳を活かして彼を誘惑してセックスに励む。髪型が前作とは違い、ショートカットになっている。
バストは前作より3カップも発育しており、パイズリではその大きさと抜群の感触で大介を大量の射精に導く爆乳と化している。
アダルトアニメ版
第1話のメインヒロイン。親友のみつぐと競うようにホテルで大介とのセックスを楽しむほか、露天風呂で協力して3Pを楽しむ。砂浜で暴漢に襲われた所を大介に助けられたことで自らだけが改めて彼と結ばれ、そのままパイズリとセックスへと移行。ホテルでのセックスでは叶わなかった大量の膣内射精を経て恍惚に浸る。
第2話においてはみつぐ共々脇役に等しいものの、エピローグで砂浜の岩影に隠れてセックスに耽る大介と麻耶のもとへみつぐと共に現れて喜びながら水着を脱ぎ捨てるなど、彼との肉体関係が以前と同様であることが示唆される。
第3話においてはみつぐとあまり絡むことがないうえ、麻耶や桃菜を率いてトリトンの寝室やホテルの大介の部屋で彼との連続4Pに耽り、麻耶と桃菜に自慢の爆乳を活かしたパイズリを披露する。
筑紫野 みつぐ（）
声：成瀬未亜 / いるまあるみ（おさわりBOIN2）
身長：155cm / スリーサイズ：B86（Fカップ）・W53・H82 / 体重：47kg / 血液型：AB型
大介の教え子。前作から引き続き登場。現在は大学生。筑紫野財閥の令嬢で、自家用大型クルーズ客船を持つほどの超お金持ち。占いやオカルト、UFOなどが大好き。大介への恋心や性欲はなおと同様であり、喧嘩や競争を交えながら彼を誘惑してセックスに励み合う間柄でもある。
アダルトアニメ版にはメインヒロインとなる話が無いものの、なおをはじめ他のヒロインたちに大介を取られまいと財力による策を講じ、第1話では自家用大型クルーズ客船の甲板で、第3話ではホテルの自室でそれぞれ彼と2人きりの状況を用意させ、セックスを楽しむ。また、第3話のエピローグにおいてはなお・麻耶・桃菜との連続4Pに弱音を吐き始めた大介のもとへ乱入し、5Pへの発展をうかがわせる台詞すら口にする。
衣更 麻耶（）
声：北都南 / 神谷奈央（アダルトアニメ版第2話、第3話）
身長：151cm / スリーサイズ：B76（Aカップ）・W48・H80 / 体重：42kg / 血液型：B型
前作に登場した透子の妹で、大介の従妹。友人の桃菜と同じく、トリトンでアルバイト中。大介へ想いを寄せているが、自らの貧乳へのコンプレックスに加え、ウブでやや引っ込み思案かつ意地っ張りな性格のため、彼の前では素直になれない。しかし、大介と一線を越えた後は大胆な面も見せるようになる。
トリトンで飼っているイヌのぷりんは、その名の通りプリンが大好物であり、プリンを見つけると見境が無くなって騒動の元となる。
アダルトアニメ版では第2話のメインヒロイン。叶をはじめ他のヒロインたちに流されるまま時と場所を選ばず彼女たちとのセックスを楽しむ大介のことを懸念しながら、最後には想いが通じてトリトンの寝室で彼と結ばれる。また、第3話においてはトリトンの寝室でなおと桃菜にリードされながらの4Pを介して大介と結ばれた後、その場ですぐ彼とのセックスを開始したなおを桃菜と協力して愛撫するほか、ホテルの大介の部屋で彼との4Pに励む。
天宮 桃菜（）
声：榊木春乃
身長：156cm / スリーサイズ：B87（Eカップ）・W59・H89 / 体重：48kg / 血液型：O型
友人の麻耶と同じく、トリトンでアルバイト中の少女。当初は麻耶を尊敬して彼女の後をついていくだけのウブなドジっ娘であるが、大介と一線を越えた後は麻耶に劣らぬ大胆な面も見せるようになる。
アダルトアニメ版では第1話から登場して謎の巨大植物による触手姦に遭ったりするものの、第3話においてようやくメインヒロインとなる。大介への想いが通じて営業終了後のトリトン店内で彼と結ばれるが、セックス終了直後に介入してきたなおが眼前で大介とのさらなるセックスを開始したうえ、その現場を目撃した麻耶を巻き込んだことから、彼に自らを恋人として選んで欲しい願望を露にするようになり、同様の願望を持つなおや麻耶共々大介との連続4Pに耽る。
宮鴬住藍銀煤竹出雲守明朝仁 ミカ（）
声：海原エレナ
身長：168cm / スリーサイズ：B88（Fカップ）・W55・H93 / 体重：54kg / 血液型：B型
小麦色の素肌にビキニ型の白い日焼け跡が眩しい、ボディボーダーの美女。気が強く、男言葉で喋る。友人の叶とは違って大介への当初の態度は辛辣であるが、彼と一線を越えた後は可愛げのある面も見せるようになる。
アダルトアニメ版では第2話から登場。第2話においては夜の森で自らが提案したバーベキュー用の食材探し中に謎の巨大植物による触手姦に遭うほか、それから助けてくれた大介を昼間のシャワールームへ連れ込んでのパイズリ・挟射・アナルセックスを楽しむうえ、第3話においてはホテルの自室で叶との貝合わせを楽しんだ後、そこへ訪れた彼を巻き込んで3Pを楽しむ。
上記の性格に加え、アダルトゲーム版やアダルトアニメ版の内容からさらなる注目を集め、スピンオフ同人ゲーム『おさわりBOIN 〜ミカ編〜』ではなおやみつぐより先にヒロインを務めるに至った。また、『メガストア』2013年5月号ではアダルトゲーム版のエンディング後という設定のもと、大介に読者も加わった2人との3Pを楽しむミカというメタフィクション的な内容を八宝備仁が描き下ろしたお風呂ポスターが付録となっており、彼女自身も「『リゾートBOIN』で一番人気のヒロイン」と紹介されている。
新条 叶（）
声：内野ぽち / みすみ（アダルトアニメ版第2話、第3話）
身長：161cm / スリーサイズ：B105（Iカップ）・W61・H90 / 体重：58kg / 血液型：O型
なおやみつぐ以上の呑気かつマイペースな色情狂であるうえ、バイセクシャルの気も併せ持つ色白の美女。ややそばかす顔であり、ピアスを耳たぶ以外に臍や性器にまで着けている。ミカ以上に高い露出度を誇る衣装や抜群のプロポーションを活かした色気で、大介に迫る。
アダルトアニメ版では第2話から登場。アダルトゲーム版以上に色情狂として描かれており、第2話においては空港へ到着した直後の大介を女子トイレへ連れ込んでのセックスや、夜の森で食材探し中に彼のペニスをキノコに見立ててのセックスを楽しむほか、第3話においてはホテルの自室でミカとの貝合わせを楽しんだ後、そこへ訪れた彼を巻き込んで自らはペニスバンドを装着しての3Pを楽しむ。
クゥルトト
『リゾートBOIN 八宝備仁アートワークス』（詳細は#関連商品を参照）で存在が明かされた、本編未登場の没キャラクター。ミカと同様の小麦色の素肌に、右目を隠す長い黒髪が特徴の美女。同書での八宝備仁のコメントによれば、奄那土島の象徴として描きたかったが開発時間の問題で没になり、このキャラクターがいてくれたらもっと面白い作品になっていたとのこと。

## スタッフ
- シナリオ：朔夜桜
- キャラクターデザイン・原画：八宝備仁
- ムービー：RMG

## 主題歌
「endless summer」
作詞：朔夜桜 / 作曲・編曲：水無月くるみ / 歌：三井琉夏

## アダルトアニメ
Milkyから全3巻で発売された。
シナリオはアダルトゲーム版にわずかながら存在していたシリアス要素を払拭してラブコメに特化されており、ヒロインたちのセックスシーン（特に乳房の描写）に注力した内容となっている。また、各巻の内容に連続性は無く、それぞれが独立した構成となっている。
セックスシーンはアナルセックスこそアダルトゲーム版より減ったものの、グループセックスはアダルトゲーム版と同じ組み合わせのヒロインたちによるものに加え、アダルトゲーム版と異なる組み合わせのヒロインたちによるものも盛り込まれている。また、第3巻にはそれを反映してアダルトゲーム版に無かったハーレムエンドが盛り込まれている。
DVD版
全3巻。各巻とも画面サイズは4：3スタンダード、収録時間は30分。
各巻リスト
- 第1話『〜南の島のバカンス編〜』
  - パッケージ版：2007年12月25日発売、ダウンロード版：2010年7月1日配信開始

- 第2話『〜南の島のハーレム編〜』
  - パッケージ版：2008年5月25日発売、ダウンロード版：2010年7月1日配信開始

- 第3話『〜南の島のハレンチ編〜』
  - パッケージ版：2009年4月25日発売、ダウンロード版：2010年7月1日配信開始

- 完全版『リゾートBOIN the Best』（リゾートボイン ザ・ベスト）
  - 2010年12月17日にパッケージのみで発売。収録時間は90分。全3巻の内容がDVD1枚に収録されているが、4：3スタンダードを横長へ引き伸ばして16：9ビスタで出力するというワイドスクリーン用の映像修正が施されたレターボックスで収録されており、再生機器によってはそのまま横長に映ってしまうため、手元で画像サイズを調整する必要がある。内容は単巻版と同内容であるが、エンドロールが全話分をまとめたものを最後に挿入する形になっているため、単巻版で各話ごとに存在したエンドロールはカットされている。

BD版
各巻の単巻発売は無く、完全版『リゾートBOIN the Best』を2010年12月17日にパッケージのみで発売。収録時間は90分。DVD版全3巻の内容がBD1枚に収録されているが、DVD版『リゾートBOIN the Best』と同様の映像修正によって横長に映ってしまうため、手元で画像サイズを調整する必要がある。
スタッフ
- 原作 - Crossnet-Pie
- キャラクター原案 - 八宝備仁
- 監督・絵コンテ・アニメーションキャラクターデザイン・作画監督 - 村山公輔
- 脚本 - 関町台風
- 演出 - 不知火快（第1話）、村山公輔（第2話、第3話）
- 美術監督 - Lee Cheon Bok
- 色彩設計 - ひのさとみ
- 撮影監督 - 桑良人
- 音響監督 - 岸川美樹
- 音響効果 - スワラプロ
- プロデューサー - 村上幸太郎、魚橋月路
- アニメーションプロデューサー - 渡嘉敷八起
- アニメーション制作 - Studio Eromatick
- 製作 - Milky

## おさわりBOIN
同人サークル・あっぷるみんとの同人ゲームで、フルアニメ触感ゲームの一種。CROSSNETの版権管理会社・トリトンとアダルトゲーム版のキャラクターデザイナー・八宝備仁にキャラクターや一部素材の使用許可を得ており、シナリオを関町台風、原画を村山公輔、アニメーション制作をStudio Eromatickといったアダルトアニメ版のスタッフが担当する形で開発された、スピンオフ作品である。ただし、あくまでも二次創作であるため、内容は本編の正式な後日談でもなければ公式設定でもないとの旨が、あっぷるみんとの公式サイトに明記されている。
Flash Player用の画面クリック方式であるため、Internet Explorerなどのウェブブラウザが必須。
声優は主人公以外フルボイスとなっており、ミカとなおはアダルトゲーム版やアダルトアニメ版と同じ人物が担当している。
『Boin super pack』への収録に伴い、それ以降はあっぷるみんとの公式サイトから抹消された。
ミカ編
2009年12月30日に発売された。フルアニメ触感ゲーム第3弾。
誰も居ない真昼の砂浜を舞台に、プレイヤーは一条大介となって宮鴬住藍銀煤竹出雲守明朝仁ミカの乳房を水着越しに触るなどの悪戯から、その気になった全裸の彼女に圧し掛かられてのパイズリや、ヤシの木を支えにさせての背面立位を楽しむこととなる。
なお&みつぐ編
2010年8月28日に発売された。フルアニメ触感ゲーム第5弾。
飯井原なおと筑紫野みつぐと共に外出を楽しんだ後の帰路における電車内を舞台に、プレイヤーは大介となって転寝中の彼女たちへの悪戯から、その気になった彼女たちとの個別プレイや3Pを楽しむこととなる。

## 関連商品
BOIN×BOINやわらかToilet roll
2010年12月31日に発売された、同人トイレットペーパー。
『おさわりBOIN』シリーズの版権画や本編使用画が、包装紙には今回描き下ろしの分も含めてフルカラーで、トイレットペーパーにはピンク1色で印刷されている。
リゾートBOIN 八宝備仁アートワークス
2011年4月28日に発売された、八宝備仁の画集。ISBN 978-4-86436-029-6
イベントCG、原画、キャラクター設定、版権画に加え、未使用原画、没キャラクター設定、フルカラー短編漫画（『メンズヤング』2006年12月号に掲載）が収録されている。
リゾートBOIN 飯井原なお デカメロン型巨乳フィギュア
2012年10月28日に発売された、キャラアニ製フィギュア。
『リゾートBOIN 八宝備仁アートワークス』の表紙を飾ったマイクロビキニ姿のなおが元となっている。
リゾートBOIN ジグソーパズル 1000ピース 飯井原なお
2014年6月30日に発売された、キューティーズ製ジグソーパズル。
上記のフィギュアと同じく、『リゾートBOIN 八宝備仁アートワークス』の表紙を飾ったマイクロビキニ姿のなおが元となっている。